# Eublemma costivinata
Eublemma costivinata is een vlinder van de familie van de spinneruilen (Erebidae). De wetenschappelijke naam van deze soort is voor het eerst voorgesteld door Emilio Berio in een publicatie uit 1945.
De soort komt voor in Ethiopië.